# Andreas-Hofer-Straße (Bozen)

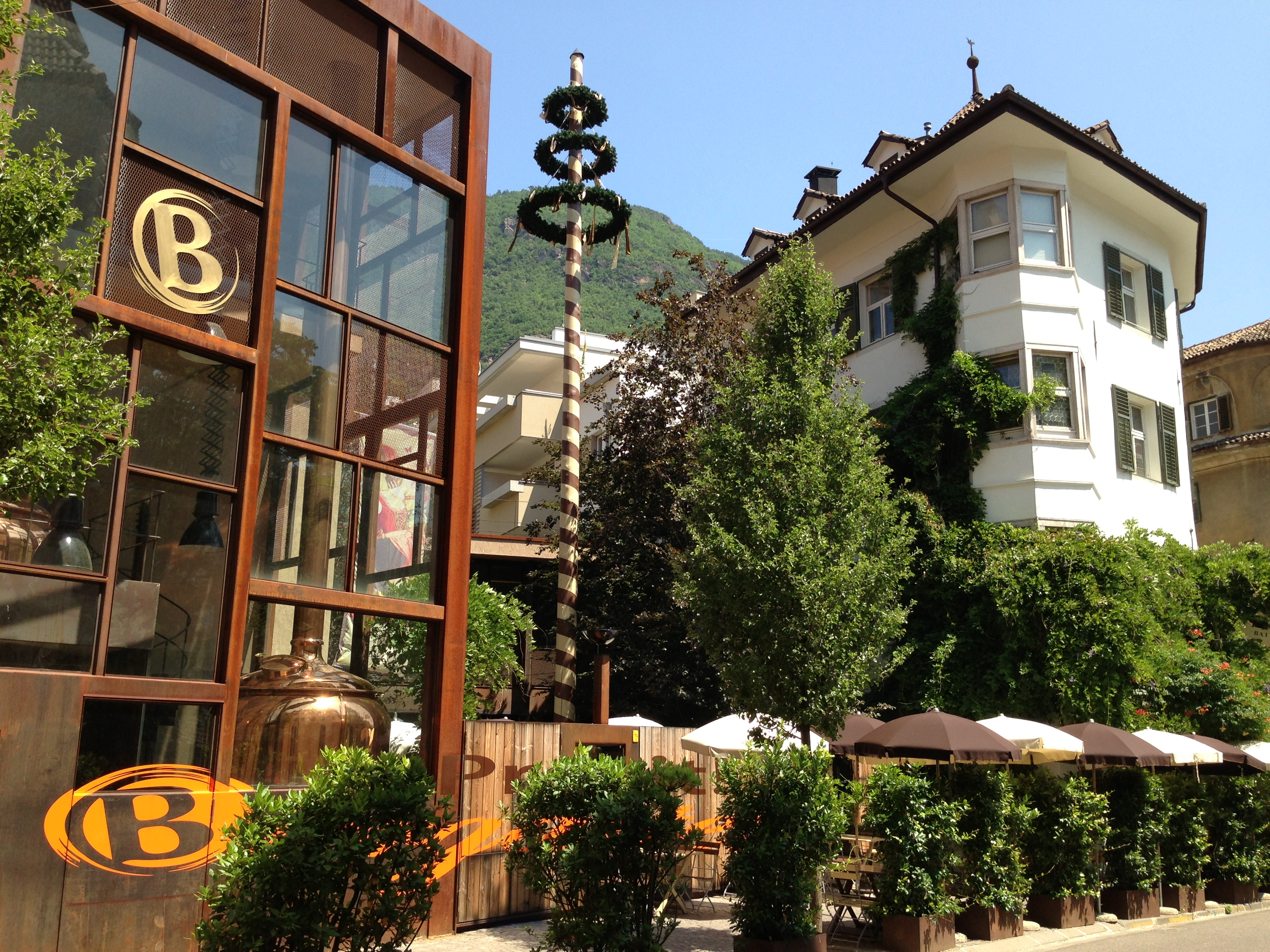
Das Batzenhäusl in der Andreas-Hofer-Straße

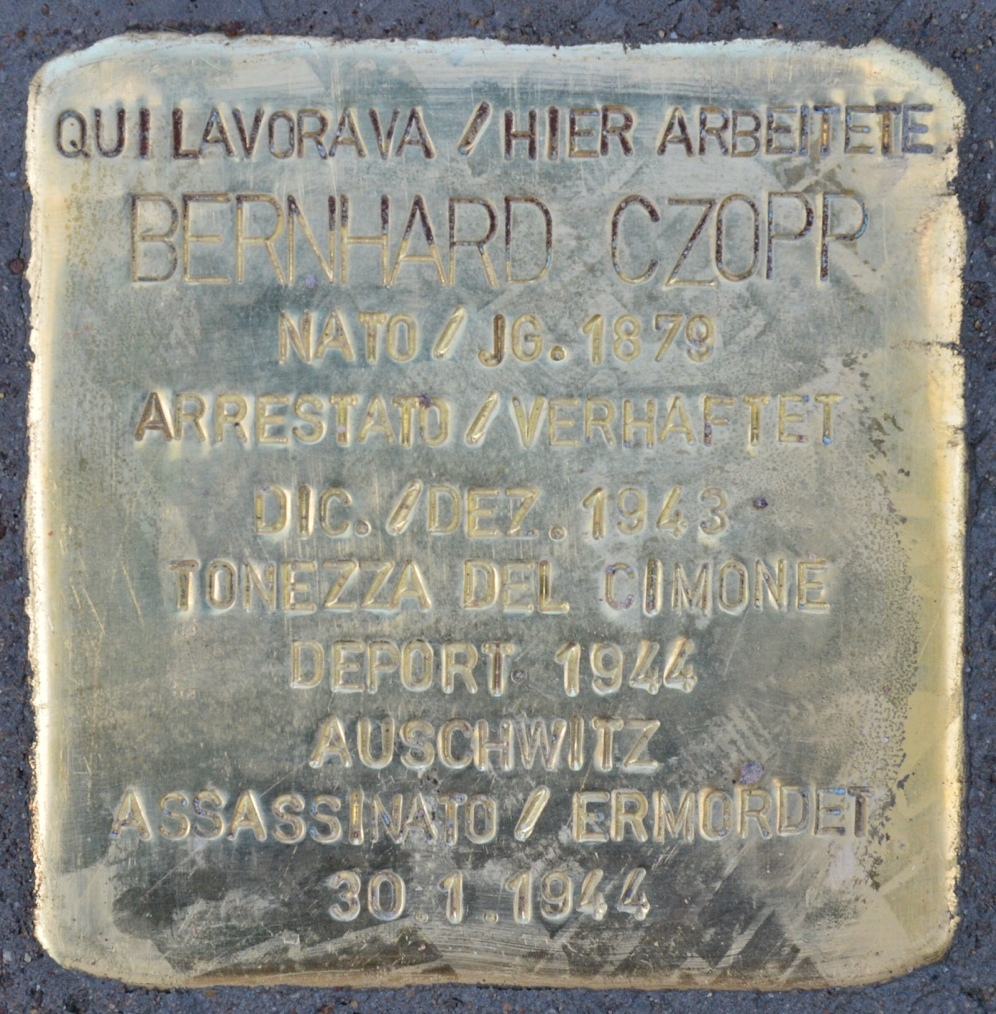
Stolperstein für Bernhard Czopp in der Andreas-Hofer-Straße 18

Die Andreas-Hofer-Straße (italienisch Via Andreas Hofer) ist eine Straße nordöstlich des altstädtischen Bereichs der Südtiroler Landeshauptstadt Bozen. Sie verbindet die Vintlerstraße mit dem Zwölfmalgreiner Platz (Zollstange). Sie ist nach Andreas Hofer, dem Anführer des Tiroler Volksaufstands von 1809, benannt.
Die Straße weist ein kontinuierliches West-Ost-Gefälle auf. Sie nimmt ihren Ausgang am Landesfürstlichen Amtshaus, dem heutigen Südtiroler Naturmuseum, führt entlang dem Batzenhäusl, der früheren Weinschenke des Deutschen Ordens, und erreicht am Gasthaus Löwengrube (dem früheren Zollhaus) die alte Zollstange, den heutigen Zwölfmalgreiner Platz.
Der älteste Name des Straßenzugs war Zollgasse; über sie lief der Verkehr der überregionalen Brenner-Route nach Bozen ein und wieder aus. 1901 wurde die Straße nach dem Bozner Ehrenbürger Andrä Kirchebner (1825–1891), Magistrats- und Handelskammerrat sowie Obmann des kaufmännischen Vereins, benannt. Der Straßenname wurde von der faschistischen Administration 1929 revidiert und die einsprachige Bezeichnung Via Ca' de Bezzi eingeführt. Erst nach Ende des Zweiten Weltkriegs wurde die zunächst Batzenhäuslgasse genannte Straße zur Andreas-Hofer-Straße.
Im Jahr 2015 wurde in der Andreas-Hofer-Straße (vor dem ehemaligen Hauseingang Nr. 18, einer heutigen Garagenzufahrt) ein Stolperstein verlegt, der an das Holocaust-Opfer Bernhard Czopp (1879–1944) erinnert.
Die Andreas-Hofer-Straße ist einspurig nur in westöstlicher Richtung befahrbar.